# 謎解き×クイズ
『謎解き×クイズ』（なぞときかけるクイズ）は、テレビ朝日で不定期で放送された謎解きクイズバラエティ番組シリーズである。

## 概要
世間で流行っている「謎解きゲーム」と「クイズ」要素を掛け合わせた番組。番組スタッフは同じくテレビ朝日系列で放送されているクイズバラエティ番組「くりぃむクイズ ミラクル9」の新旧スタッフで制作している。
第一弾は「謎解き×クイズ!ワンチーム!」の題名で2月9日（8日深夜）・2月16日（15日深夜）に2週に分けて放送、第二弾は「謎解き×クイズ Xからの挑戦状～封じられたカルテット～」の題名で2020年7月18日に放送された。

## 放送リスト
| 回数 | 放送日  | タイトル                                            |
| ---- | ------- | --------------------------------------------------- |
| 1-1  | 2月9日  | 謎解き×クイズ!ワンチーム!                           |
| 1-2  | 2月16日 | 謎解き×クイズ!ワンチーム!                           |
| 2    | 7月18日 | 謎解き×クイズ Xからの挑戦状～封じられたカルテット～ |

## 出演者
第一弾「謎解き×クイズ!ワンチーム!」
- 【2月9日放送分】井上裕介（NON STYLE）・ 中間淳太（ジャニーズWEST)・ 斎藤ちはる（テレビ朝日アナウンサー）
- 【2月16日放送分】岡田結実・ 歌広場淳（ゴールデンボンバー）・澤部佑（ハライチ）

第二弾「謎解き×クイズ Xからの挑戦状～封じられたカルテット～」
- X（ストーリーテラー）粗品（霜降り明星）
- 【TEAM YELLOW】 城田優・山崎怜奈（乃木坂46）・澤部佑（ハライチ）
- 【TEAM BLUE】井上裕介（NON STYLE）・フワちゃん・ 神尾楓珠

## 放送内容

### 謎解き×クイズ!ワンチーム!
3人ワンチームとなりさまざまな謎やクイズを解き明かしていく。1st・2ndステージの正解数に応じてファイナルステージのヒントアイテムを獲得できる。ファイナルステージは獲得したアイテムを使って大謎を解けばクリアとなる。
- 1stステージ『6分間クイズラッシュ!』
  - 制限時間6分間に次々と出されるクイズやひらめき問題に答えていく。問題が出題されて45秒経つとヒントが出て、75秒経つとタイムアップとなりその問題はパス扱いとなる。9問正解でヒントアイテム1つ獲得。以降1問ごとに1つ追加でき最高4つのヒントアイテムが獲得できる。

- 2ndステージ『答えは2つ!Wクロスワード』
  - A・B、2つのクロスワードを同時に解く。ただしクロスワードのお題となるカギは1つしかないので1つのカギから考えられる別々の言葉を導き出してそれぞれのクロスワードに当てはめていく。ヒントは全体で1回だけ使用できる。制限時間は4分 問題は全部で5セット 1セット正解ごとにヒントアイテムを1個獲得できる。

- FINALステージ
  - 出題された謎解き問題をヒントアイテムを使って解き明かす。制限時間2分 問題は1問 解答チャンスは1回のみ

### 謎解き×クイズ Xからの挑戦状 〜封じられたカルテット〜
“稀代の音楽家、X（粗品）に拘束された6名…Xからの挑戦状は、「何かが足りない、最高の音楽を完成させる」こと。Xから次々と課される難題をクリアし、最高の音楽を奏でられるか！？”
「X」からの挑戦状を受け取った謎解き好きの6人がTEAM YELLOWとTEAM BLUEそれぞれ横並びの部屋に閉じ込められる
それぞれのチームにライフが20個あり、3つの謎解きステージで戦ってお互いのライフを削っていく。ライフが0になったら負けとなる。勝利したチームは”X”が用意したラストの謎に挑戦できる。
また、Xの横にはAI機能を持ったA.I.ダニオルが居り、各ステージの説明やヒントだし、各部屋のカメラの切り替えなどを担当している。
- 第一楽章『3分間謎ラッシュ』

出題されてから30秒経つとヒントが自動的に出るがその代わりにライフが1つ没収され、出題開始から45秒経っても解けなかったらライフがもう1つ没収される。正解合計数の少ないチームはライフが3つ没収される。
- 第二楽章『3部屋に隠された謎』

それぞれの部屋にあるアイテムを使って謎解きをする。チーム3人の部屋は横並びにつながっていて壁に小さな穴がある。その穴を使って他の部屋の物を受け渡すことが可能である。他の人の部屋はモニター越しで確認することができる。ヒントが欲しい時はライフを1つ消費する代わりにA.I.ダニオルからヒントを貰える。制限時間は4分で謎解きが解けなかった場合ライフが3つ没収される。
|             | カメラA（Aの部屋）                   | カメラB（Bの部屋）               | カメラC（Cの部屋）           |
| ----------- | ------------------------------------ | -------------------------------- | ---------------------------- |
| 部屋の名前  | ランプの部屋                         | 知識の部屋                       | アートの部屋                 |
| 部屋の特徴  | 色々な部屋の照明器具や電源などがある | 書籍や勉強用のポスターがたくさん | 絵画やオブジェ画材などが並ぶ |
| TEAM BLUE   | フワちゃん                           | 井上裕介                         | 神尾楓珠                     |
| TEAM YELLOW | 山崎怜奈                             | 城田優                           | 澤部佑                       |

- 第三楽章『一問三答謎デュエル』

1対1の謎解き対決、正解するごとに相手のライフを削る事ができる。出題する謎には答えが3つあり、それぞれの難易度によって相手の減らせるライフが変わる。相手の残りライフを消滅させたチームの勝利。
- 最終楽章『Xが作った曲を完成させろ』

画面上に流れる音階をそれぞれの部屋にある音階のボタンを合わせて押す。ノーミスで演奏できればクリアとなる。
ただし、部屋に設置されているボタンだけでは音階が1つ足りず、ヒントを集めて欠けている音を補う手段を見つけ出すことが出題となっている。

## スタッフ
謎解き×クイズ!ワンチーム!
- 構成：矢野了平、水野圭祐
- AD：井ノ口功基（D.Warker）、岩井健太郎（テレビ朝日）
- ディレクター：山本恵至、米山聡
- 演出：郷力大也（テレビ朝日）
- プロデューサー：髙橋正輝（テレビ朝日）、秋丸桃香
- ゼネラルプロデューサー：畔柳吉彦（テレビ朝日）
- 制作著作：テレビ朝日

謎解き×クイズ Xからの挑戦状〜封じられたカルテット〜
- A.I.ダニオル/ナレーション：森川夕貴（テレビ朝日アナウンサー）

- 構成：矢野了平、水野圭祐
- エグゼクティブディレクター：畔柳吉彦（テレビ朝日）
- AD：井ノ口功基（D.Warker）、岩井健太郎（テレビ朝日）、岩崎ちひろ、山田駿
- ディレクター：山本恵至、米山聡/郷力大也（テレビ朝日）
- 演出：北野貴章（テレビ朝日）
- プロデューサー：秋丸桃香
- ゼネラルプロデューサー：髙橋正輝（テレビ朝日）
- 制作著作：テレビ朝日